# 雙姝艷 (1952年電影)
雙姝艷是一部1952年英國劇情犯罪片，由索羅爾德·迪金森執導，劇本由索羅爾德·迪金森和喬伊斯·嘉里編寫，電影則由瓦倫蒂娜·格特斯、塞爾·雷加尼、查理·戈德納和奧黛麗·赫本主演，於1952年2月8日在英國首映。

## 劇情
1930年，瑪麗亞·布倫塔諾和她的妹妹諾拉在父親被一名歐洲獨裁者謀殺後逃往倫敦。七年後，兩姐妹終於拿到英國國籍，生活也開始變得順遂，在去巴黎旅行的期間，瑪麗亞意外地遇到分隔已久的男友路易斯，而這位前任正策劃一起暗殺獨裁者的計畫，瑪麗亞和諾拉也決定一同參與，當他們製造的定時炸彈殺死一個無辜的旁觀者時，這個計劃出現了悲慘的錯誤。

## 外部連結
- .   [2019-01-15].</ref>
- .   [2019-01-15]. （原始内容存档于2019-09-30）.</ref>